# Jax Jones
Jax Jones, pseudonimo di Timucin Fabian Kwong Wah Aluo (Londra, 25 luglio 1987), è un disc jockey, produttore discografico e cantante britannico.
È conosciuto soprattutto per il singolo del 2014 I Got U di Duke Dumont, che ha raggiunto la vetta della classifica musicale del Regno Unito, il suo singolo del 2016 You Don't Know Me in collaborazione con Raye, che ha raggiunto la terza posizione.

## Biografia
Figlio di due insegnanti, Jax è cresciuto in una famiglia multietnica ed è stato esposto a una grande quantità di influenze. Dopo che il suo patrigno nigeriano gli ha fatto conoscere l'afrobeat tramite Fela Kuti e il rap con una registrazione dell'album Biggie Smalls, Jax ascoltava hip hop, R&B, gospel e musica tradizionale africana. Gli interessi musicali della madre malese andavano da Kylie Minogue a Luther Vandross, ed anche questi l'hanno influenzato. Produttori come The Neptunes, Timbaland e Rodney Jerkins hanno dato forma ai suoi orizzonti musicali e al suo fascino per l'anatomia di una sezione ritmica. Avendo inizialmente studiato chitarra classica sin dalla giovane età, Jax ha iniziato a produrre a 15 anni dopo aver scoperto Cubase nell'Atari del suo amico.
Durante l'adolescenza, Jones ha iniziato ad esibirsi in vari locali di Londra. Sebbene abbia poi intrapreso studi universitari per il volere dei genitori, Jax Jones non ha mai smesso di pubblicare musica su Myspace e appena conclusi gli studi ha affittato un piccolo studio di registrazione, mentre svolgeva tutt'altro lavoro. Nel 2013 pubblica il suo singolo di debutto Go Deep, mentre nel 2014 incontra il DJ Duke Dumont e sviluppa un interesse per l'house; i due collaborano nei brani Won't Look Back, Ocean Drive e I Got U, e quest'ultimo raggiunge la numero 1 della classifica britannica. Nel 2015 pubblica il brano da solista Yeah Yeah Yeah, mentre nel 2016 collabora con Mike Dunn e MNEK nel singolo House Work.
Nel dicembre dello stesso anno collabora con la cantante Raye nel singolo You Don't Know Me, che ottiene un successo straordinario lanciando le carriera di entrambi gli artisti. I successi continuano nel 2017 con altri due singoli: Instructions con Demi Lovato e Stefflon Don e Breathe con Ina Wroldsen. Nel 2018 collabora con Mabel e Rich The Kid nel brano Ring Ring, mentre nel 2019 pubblica il suo album di debutto Snacks. Il progetto viene promosso tramite il lancio di ulteriori singoli: Play con i Years & Years, All Day and Night con Martin Solveig e Madison Beer, One Touch con Jess Glynne, Harder con Bebe Rexha e Jacques con Tove Lo.
Il 9 ottobre 2020 Jax Jones pubblica il singolo I Miss U in collaborazione con la cantante tedesca Au/Ra. Sempre nel 2020 l'artista collabora con Dua Lipa in uno dei remix ufficiali del singolo Break My Heart.

## Discografia

### Album in studio
- 2019 – Snacks (Supersize)

### EP
- 2019 – Snacks
- 2021 – Deep Joy

### Singoli
- 2013 – Go Deep
- 2014 – I Got U (Duke Dumont feat. Jax Jones)
- 2015 – Yeah Yeah Yeah
- 2016 – House Work (feat. Mike Dunn & MNEK)
- 2016 – You Don't Know Me (feat. Raye)
- 2017 – Instruction (feat. Demi Lovato & Stefflon Don)
- 2017 – Breathe (feat. Ina Wroldsen)
- 2018 – Ring Ring (feat. Mabel & Rich the Kid)
- 2019 – Play (feat. Years & Years)
- 2019 – All Day and Night (con Martin Solveig e Madison Beer)
- 2019 – One Touch (con Jess Glynne)
- 2019 – Harder (con Bebe Rexha)
- 2019 – This Is Real (con Ella Henderson)
- 2019 – Jacques (con Tove Lo)
- 2020 – Tequila (con Martin Solveig e Raye)
- 2020 – I Miss U (con Au/Ra)
- 2021 – Feels
- 2021 – Crystallise ( con. Jem Cooke)
- 2021 – Out Out (con Joel Corry feat. Charli XCX & Saweetie)
- 2021 –  Phases (con Sinéad Harnett)
- 2022 – Where Did You Go? (feat. MNEK)
- 2022 – Good Luck (con Mabel ed i Galantis)
- 2022 – Lonely Heart (con Martin Solveig & Gracey)
- 2023 – Whistle (con Calum Scott)
- 2023 – Me and My Guitar (con Fireboy DML)
- 2023 – Need You Now (con D.O.D.)
- 2023 – Won't Forget You (con D.O.D. & Ina Wroldsen)
- 2024 – Never Be Lonely (con Zoe Wees)

### Remix
- 2014 – Duke Dumont - Won't Look Back
- 2014 – London Grammar - If You Wait
- 2014 – Paloma Faith -  Ready For The Good Life
- 2015 – Tove Lo  - Talking Body
- 2015 – Years & Years - Shine
- 2015 – Lion Babe - Impossible
- 2015 – Ellie Goulding  - On My Mind
- 2016 – Missy Elliott  - W.T.F. (Where They From)
- 2016 – Jax Jones - House Work (Carnival VIP)
- 2016 – Charli XCX  - After The Afterplay
- 2017 – Tieks, Chaka Can and Popcaan  - Say A Prayer
- 2019 – Mark Ronson & Lykke Li - Late Night Feelings (Midnight Snack Remix)
- 2019 – Jax Jones & Ella Henderson  - This Is Real (Midnight Snack Remix)
- 2020 – Endor - Pump It Up (Midnight Snack Remix)
- 2020 – Doja Cat - Say So (Midnight Snack Remix)
- 2020 – Dua Lipa  - Break My Heart (Midnight Snack Remix)
- 2021 – Miley Cyrus,  Dua Lipa  - Prisoner
- 2021 – Diana Ross -  Thank You
- 2021 – Ed Sheeran - Shivers
- 2022 – Jax Jones feat. MNEK - Where Did You Go? (Midnight Snack Remix)
- 2023 – Kylie Minogue - Padam Padam
- 2023 – Jazzy - Feel It